# Cosmopterix pyrozela
Cosmopterix pyrozela là một loài bướm đêm thuộc họ Cosmopterigidae. Loài này có ở Brasil (Amazonas).
Cá thể trưởng thành được ghi nhận vào tháng 4.